# لي فانغ (تنس)
لي فانغ (بالصينية: 李芳) مواليد 1973 في هونان، هي لاعبة كرة مضرب صينية سابقة بدأت مسيرتها كمحترفة سنة 1990 وكانت تلعب باليد اليمنى، اعتزلت اللعب في 2001. أعلى تصنيف لها في الفردي كان المركز الـ 36 في سنة 1998. أعلى تصنيف لها في الزوجي كان المركز الـ 49 في سنة 1994. سبق أن شاركت في دورة الألعاب الأولمبية الصيفية.

## روابط خارجية
- لي فانغ على موقع رابطة محترفات التنس (الإنجليزية)
- لي فانغ على موقع الاتحاد الدولي لكرة المضرب (الإنجليزية)
- لي فانغ على موقع كأس بيلي جين كينغ (الإنجليزية)
- لي فانغ على موقع خلاصة التنس.كوم (الإنجليزية)
- لي فانغ على موقع أوليمبيديا (الإنجليزية)